# ʿAmr ibn Mattā
ʿAmr ibn Mattā (in arabo عمرو إبن متى‎?; Ṭīrhān, ... – ...; fl. XIV secolo) è stato un teologo e scrittore siro di religione cristiana e lingua araba.

## Biografia
Fu chiamato anche "Mattai al-Ṭīrhānī", e in latino "Amrus". Non si conosce niente della sua vita, ma il luogo di nascita è evidente dalla sua nisba (cfr. onomastica araba). Appartenne alla Chiesa d'Oriente.

## Opere
ʿAmr ibn Mattā fu l'autore dell'opera Il libro della torre (in arabo: Kitāb al-Majdal li-l-Istibṣār wa-l-Jadal), basata sull'omonima opera Il libro della torre dello scrittore nestoriano del XII secolo Mari ibn Sulayman.
In seguito, ma sempre nel XIV secolo, un altro sacerdote siro nestoriano, Sliwa bar Yuhanna, basò la prima parte della sua opera Il libro dei misteri (in arabo: Asfār al-asrār) o Il libro delle cronache (in arabo: Kitāb al-Tawārikh) sul quinto capitolo (o quinto "livello") de Il libro della torre di Mari ibn Sulayman. 
All'opera di Ibn Mattā venne dedicata un'ampia voce nell'enciclopedia ecclesiastica La lampada delle tenebre (in arabo: Kitāb miṣbāḥ al-ẓulma wa īḍāḥ al-khidma) 
di Shams al-Ri'āsa Abū al-Barakāt ibn Kabar (o in breve "Ibn Kabar"), sacerdote e scrittore cristiano copto di lingua araba.